# مرسيليائية شبهة تيمونية
مرسيليائية شبهة تيمونية هي نوع من البكتيريا التي توجد في البيئات الطبيعية وتلعب دورًا في تحلل المواد العضوية
مرسيليائية شبهة تيمونية سلبية الغرام، تتبع المرسيليات.